# Fritz Binde

Fritz Binde (1894)

Fritz Binde (* 30. Mai 1867 in Heldburg; † 10. September 1921 in Riehen bei Basel) war ein Prediger der Gemeinschaftsbewegung und Evangelist.

## Leben
Binde wuchs in Heldburg und im thüringischen Neustadt als Sohn eines Uhrmachers auf. Er absolvierte eine Lehre bei einem Dekorationsmaler sowie bei seinem Vater, der inzwischen nach Sonneberg gezogen war. Im September 1885 begab sich Binde mit einem Blechschmied auf Wanderschaft und fand zunächst in Wetzlar, dann in Wuppertal sowie seit September 1887 in Wald (heute Stadtteil von Solingen) bei Uhrmacher Kortenhaus, dessen Tochter Anna er später heiratete, Arbeit. Hier schloss er sich einem freidenkerischen Leseverein an. Nachdem Probleme wegen seines freidenkerischen Gedankengutes überwunden waren, kam es Weihnachten 1889 zur Verlobung.
Seit dem Oktober 1890 konnte er in Vohwinkel (heute Stadtteil von Wuppertal) ein von seinen Schwiegereltern eingerichtetes Geschäft führen. Infolge einer schweren Erkrankung seines Schwiegervaters fand die Eheschließung mit Anna Korthaus im Dezember 1890 im Krankenzimmer ihres Vaters statt.
Binde beschäftigte sich mit sozialistischer Literatur und verfasste Beiträge für verschiedene Zwecke; zudem bewährte er sich als Redner bei SPD-Parteiversammlungen. Seit 1894 entfremdete er sich zunehmend der Partei; er empfand „Ekel an dem herrsch- und rachsüchtigen Parteitreiben und … Zweifel an der sozialdemokratischen Wissenschaft“. Es folgte die Lektüre von Friedrich Nietzsche und Immanuel Kant, bis er die SPD schließlich verließ.
In seiner nächsten Lebensphase verstand er sich als Anarchist; sie war von dem Wunsch geprägt, „freie Menschen in einer freien Gemeinschaft zu schaffen“ (BBKL). Voraussetzung dafür sei die Bereitschaft der Menschen, sich selbst zu erziehen und sich selbst zu befreien. Im Jahr 1900 zog Binde nach Bonn. Dort konnte er sich als Theaterkritiker und Kunstrezensent etablieren. Er erkrankte nervlich und konnte seiner Arbeit nicht mehr nachgehen.
Eine Vision Christi sowie Begegnungen mit verschiedenen Christen bedeuteten schließlich eine weitere Wende in Fritz Bindes Leben. Seit dem März 1902 hielt er sich zur Erholung in der Rämismühle im Kanton Zürich auf. Die Lektüre einer Kleinschrift von Georg Steinberger trug zur Vertiefung seiner Bekehrung bei. Er lernte zu predigen und nahm erste Dienste in dortigen Gemeinschaftsstunden wahr. Nach mehreren Evangelisationsreisen wurde er im Januar 1903 Prediger der Gemeinschaftsbewegung für das waldecksche Bad Wildungen und die nähere Umgebung. Im Sommer 1905 wurde er Mitarbeiter der Deutschen Zeltmission und zog zunächst nach Siegen, 1909 dann wieder in die Rämismühle. Ab 1911 war er als freier Evangelist unterwegs und arbeitete im Erholungsheim Rämismühle mit. Im Mai 1914 folgte schließlich der Umzug nach Riehen bei Basel. Er sah seine Aufgabe nun darin, in den Großstädten zu evangelisieren.
Wegen einer Herzschwäche war Binde von schwächlicher Konstitution. Im Laufe der Zeit gesellten sich Diabetes und Furunkel dazu. 1921 versagte sein geschwächter Körper und er starb nach kurzer schwerer Krankheit am Morgen des 10. September 1921 in seinem Haus in Riehen. Am 13. September wurde er auf dem Friedhof von Riehen beigesetzt.

## Werke

### Autobiographisches
- Vom Sozialisten zum Christen. Eine wahre Lebensgeschichte. 1905 (Neuauflagen seit 1964 unter dem Titel Vom Anarchisten zum Christen.), ISBN 3-7655-5877-X.

### Theologisches
- Feuer auf Erden. 1908 (Evangelisationsvorträge)
- Der Spiritismus. 1909
- Die Vollendung des Leibes Christi. 1910.
- Was will Gott? 1916
- Harte Reden. 1916 (Evangelisationsvorträge)
- Gott redet im Kriegswetter. 1916 (Evangelisationsvorträge)
- Nicht aber ich lebe. 1917 (Bibelstunden)
- Die heilige Einfalt. 49 Betrachtungen. 11919, 102007 Linea, Bad Wildbad ISBN 978-3-939075-00-4.
- Neue Herzen. 1921 (Evangelisationsvorträge)
- Christus in uns. 1922 (Bibelstunden)
- Die „größte Revolution“! o. J.
- Vom Geheimnis des Kreuzes. o. J.
- Vom Geheimnis des Glaubens. Neuauflage 2011 durch CMD - Christlicher Mediendienst,  ISBN 978-3-939833-35-2

### Erzählungen
- Die Letzten. 12 wunderliche Geschichten wider die weltweisen Leute. 1914.
- Genesene Seelen. 1919.
- Die drei Eiszapfen. Der Mann ohne Kragen. 1920.
- Gabriel, der Erstling. 1920.
- Bahnwärter Grundmann. 1920.
- Der kalte Kaffee. 1920.
- Das Lachen der Ältesten. 1920.